# Tesalia
Tesalia (greacă Θεσσαλία -Thessalía) este una din cele 13 regiuni ale Greciei, subdivizată în 4 prefecturi. Capitala este în orașul Larisa. Înainte de Era „întunecată” a Greciei, Tesalia era cunoscută sub numele de Aeolia (greacă veche Αἰολία, Aiolía), și apare astfel în Odiseea lui Homer.
Tesalia a devenit parte a statului modern grec în 1881, după patru secole și jumătate de stăpânire otomană. Din 1987 a format una dintre cele 13 regiuni ale țării și este în continuare (de la reforma Kallikratis din 2011) subdivizată în cinci unități regionale și 25 de municipalități. Capitala regiunii este Larisa. Tesalia se află în nordul Greciei și se învecinează cu regiunile Macedonia la nord, Epir la vest, Grecia Centrală la sud și Marea Egee la est. Regiunea Tesalia include și insulele Sporade.

## Geografie
Regiunea Tesalia este formată dintr-un inel de munți înconjurând o câmpie centrală: depresiunile Trikala și Larissa. Are două anotimpuri separate de vară și iarnă; în timpul verii, ploile cresc fertilitatea câmpiilor. Din acest motiv, uneori Tesalia mai este numită și coșul de pâine al Greciei.
Regiunea este bine delimitată de granițe topografice. Munții Khásia și Cambunian se află în nord, iar masivul Olimp în nord-est. Spre vest se află lanțul montan Pindus, iar spre sud-est lanțurile de coastă Óssa și Pelion.
Mai mulți afluenți ai râului Pineios curg prin această regiune.

## Istorie
În jurul anului 2500 î.Hr., în Tesalia exista o cultură neolitică bine stabilită. Au fost descoperite și așezări miceniene, cum ar fi cele de la Iolcos, Dimini și Sesklo (în apropiere de Volos). Mai târziu, în perioada elenistică, în această regiune nobilimea a organizat o federație, care a ajunsă să controleze Liga amficționică din nordul Greciei. Locuitorii Tesaliei erau cunoscuți pentru cavaleria lor.
În timpul războaielor greco-persane, tesalienii au luptat de partea perșilor. În secolul al IV-lea î.Hr, Tesalia a ajuns vasală a Macedoniei. În 148î.Hr. romanii au incorporat oficial Tesalia în cadrul provinciei Macedonia, însă în anul 300 d.Hr., aceasta a devenit o provincie separată cu capitala la Larissa. A rămas în cadrul Imperiul Roman până în secolul al XIII-lea, când o mare parte din ea era controlată de păstorii vlahi (vezi Valahia Mare).
În urma celei a patra cruciade, Tesalia a căzut sub dominața Regatului de Salonic, însă în 1215 a fost cucerit de Teodor Komnenos Doukas, devenind unul dintre teritoriile acestei familii. Dinastia a dispărut în 1318, și a fost urmată de o perioadă de dominație bizantină și sârbă. După o altă perioadă de independență, Tesalia a fost cucerită de Imperiul Otoman în 1394. În 1881, acesta a cedat Greciei cea mai mare parte a regiunii.

## Administrație
Thesalia e împărțită în patru prefecturi:
- Karditsa
- Larisa
- Magnesia
- Trikala